# Station Normanton
Normanton is een spoorwegstation van National Rail in Normanton, Wakefield in Engeland. Het station is eigendom van Network Rail en wordt beheerd door Northern Rail. Het station is geopend in 1840.